# Orgue de la parròquia de Sant Nicolau

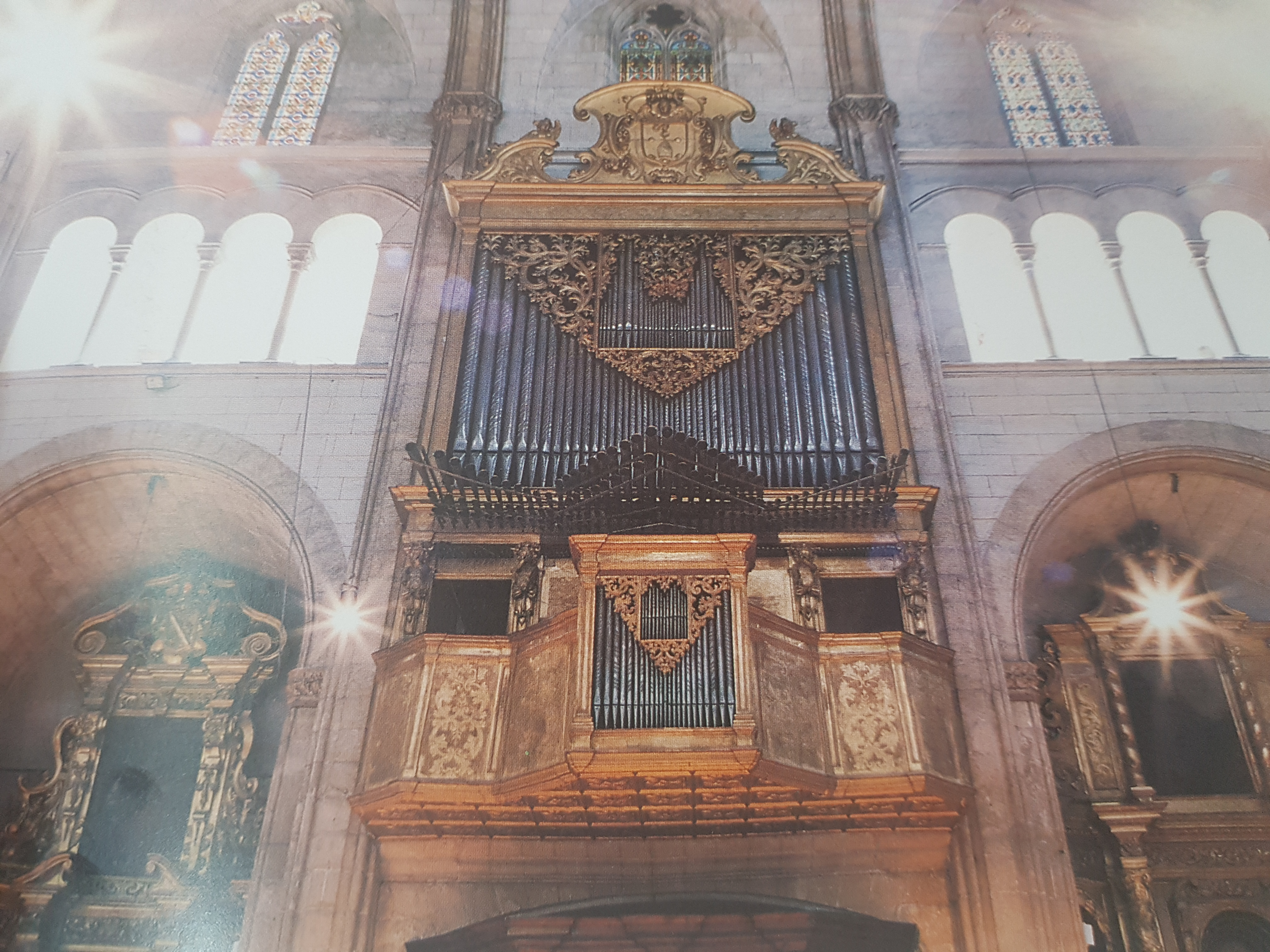
Orgue de la parròquia de Sant Nicolau

L'orgue de la parròquia de Sant Nicolau està situat a aquesta parròquia al carrer d'Orfila a Palma.

## Història
La primera data que tenim de l'orgue d'aquesta església és de l'any 1520: el 15 d'agost Esteve Sanxo, organerius, és elegit conservador, afinador i reparador de l'orgue d'aquesta església.
El 7 de maig de 1536, Gaspar Roig, natural de Blanes, domiciliat a la vila de Palamós i de poc ençà resident al regne de Mallorca, firma un contracte per fer un orgue per a la parròquia de Sant Nicolau dins l'espai de 10 mesos. La façana de l'orgue actual és dels orgueners Damià i Sebastià Caymari, probablement dels últims anys del segle XVII o primers del segle xviii.
L'orgue actual l'atribuïm per les seues característiques a l'orguener Julià Munar, als últims anys del segle xix. Mestre Julià va construir secrets nous per a l'Orgue Major, i deixà la Cadireta dels Caymari. Ha estat restaurat pels orgueners Gabriel Blancafort i Joan Capella, l'any 1969.

## Situació i estat actual
L'instrument està situat sobre el portal lateral de la dreta. Funciona correctament, si bé han passat ja més de 30 anys des de l'última restauració i presenta algunes petites deficiències. L'afinació actual és La = 440.

## Descripció de la consola
L'orgue disposa de 3 teclats: Orgue Major i Ecos de 54 notes (C- f") amb partició c'/cs' i Cadireta de 45 notes (C-c") amb la primera octava curta. El pedaler consta de 30 notes (C- f').

## Disposició
| Mà esquerra      | Mà dreta         |
| ---------------- | ---------------- |
| Flautat Major    | Flautat Major    |
| Flautat 1        | Flautat 1        |
| Flautat 2        | Flautat 2        |
| Octava           | Octava           |
| Dotzena          | Dotzena          |
| Quinzena         | Quinzena         |
| Dinovena         | Dinovena         |
| Plens            | Plens            |
| Cimbalet         | Cimbalet         |
| Tolosana         | Corneta          |
| Trompeta Batalla | Trompeta Batalla |
| Baixons          | Trompeta Magna   |
| Clari 15a        | Clarins Alts     |
| Nans             | Nans             |

| Mà esquerra    | Mà dreta       |
| -------------- | -------------- |
| Flauta         | Flauta         |
| Bordó          | Bordó          |
| Octava         | Octava         |
| Quinzena       | Quinzena       |
| Dinovena       | Dinovena       |
| Plens          | Plens          |
| Nasard XV      | Nasard XII     |
| Nasard XIX     | Nasard XV+XVII |
| Trompeta Reial | Trompeta Reial |

| Flautat de la cara |
| Bordó              |
| Octava             |
| Dotzena i Quinzena |
| Plens              |
| Nasard XII         |
| Regalies           |

| Contres |

| II/Ped.III/Ped.III/II |